# هان هي رين
هان هي رين (ولدت في 6 نوفمبر 1988) هي ممثلة كورية جنوبية. لعبت الدور الرئيسي في المسلسل الدرامي الكوري My One and Only (2011).

## فيلموغرافيا

### فيلم
| سنة  | عنوان                | دور                                 |
| ---- | -------------------- | ----------------------------------- |
| 2012 | جزيرة الآلهة، جيجو   | جاتشونغبي                           |
| 2012 | عمل غريب             | كيم كوانغ جا <br /> (قسم "الساحرة") |
| 2014 | قبر الحداد           | هيون جي                             |
| 2015 | أطلق النار على القلب | يون بورا                            |

### مسلسلات تلفزيونية
| سنة  | عنوان                      | دور          | شبكة الاتصال      |
| ---- | -------------------------- | ------------ | ----------------- |
| 2007 | تساقط الثلوج في أغسطس      |              | SBS               |
| 2008 | محامو جمهورية كوريا العظمى | سكرتير       | ام بي سي          |
| 2008 | المستشفى العام 2           | جيون سون دوك | ام بي سي          |
| 2011 | حكايات جديدة من Gisaeng    | كوم رع       | SBS               |
| 2011 | بلدي الوحيد                | نا موغونغهوا | KBS1              |
| 2012 | الأبناء                    | لي شين يونغ  | ام بي سي          |
| 2013 | الإمبراطورة كي             | ليدي بارك    | ام بي سي          |
| 2013 | عائلة وانغ                 | بايك جي هوا  | KBS2              |
| 2015 | صديقي المؤسف               | جونغ هاي مي  | ام بي سي درامانيت |
| 2016 | نسيم النفخ                 | جانغ ها يون  | ام بي سي          |
| 2017 | عودة الحب                  | جونغ إن وو   | KBS1              |

## الجوائز و الترشيحات
| سنة  | جائزة              | الفئة            | عمل معين    | نتيجة |
| ---- | ------------------ | ---------------- | ----------- | ----- |
| 2011 | جوائز KBS الدرامية | أفضل ممثلة جديدة | بلدي الوحيد | رُشِّح   |

## روابط خارجية
- Han Hye-rin
- Han Hye-rin في Koen Group باللغة الكورية
- هان هي رين في هانسينما </img>
- Han Hye-rin على قاعدة بيانات الأفلام الكورية
- [http://www.imdb.com/name/nm6657734/ Han Hye-rin

] في قاعدة بيانات الأفلام على الإنترنت